# Ronde van Griekenland
De Ronde van Griekenland is een meerdaagse wielerwedstrijd in Griekenland. De wedstrijd werd verreden in 1968, en later tussen 1981 en 2006. In 2005 en 2006 maakte de wedstrijd deel uit van de UCI Europe Tour. In 2011 en 2012 werd de koers weer georganiseerd, wederom als onderdeel van UCI Europe Tour, om uiteindelijk in 2022 weer op de kalender te verschijnen, opnieuw in de UCI Europe Tour.

## Lijst van winnaars

### Overwinningen per land
| Overwinningen | Land                                                                                          |
| ------------- | --------------------------------------------------------------------------------------------- |
| 3             | Sovjet-Unie                                                                                   |
| 2             | Duitse Democratische Republiek, Duitsland, Griekenland, Kazachstan, Nieuw-Zeeland, Oostenrijk |
| 1             | Onbekend, Denemarken, Ecuador, Nederland, Portugal, Rusland, Slovenië                         |